# La Citadelle (groupe d'extrême droite)
Pour les articles homonymes, voir La Citadelle et Citadelle (homonymie).
La Citadelle est une association française de la mouvance identitaire fondée en octobre 2013, qui dispose notamment d'un local associatif du même nom fondé à Lille en janvier 2015 par Aurélien Verhassel. Initialement créée afin de chapeauter le lieu de rassemblement lillois des militants de Génération identitaire (GI), l'association poursuit ses activités après la dissolution de GI en 2021. Elle est dissoute en février 2024.

## Historique

### Fondation de l'association puis du local et contexte
Les statuts de l'association La Citadelle sont déposés en préfecture en octobre 2013. Elle ouvre un local associatif du même nom en janvier 2015 au 8 rue des Arts à Lille,. Le local est tenu par Aurélien Verhassel, responsable de la branche Flandre-Artois-Hainaut de Génération identitaire, afin de servir de lieu de rassemblement à ce mouvement politique. L'association le présente comme un lieu privé à l'entrée réservée aux seuls membres de l'association La Citadelle, dont l'adhésion est conditionnée au partage des valeurs de GI et au fait d'être « européen de souche »,,.
Le lieu comporte notamment un bar, conçu à la manière d'un estaminet,, et se revendique comme une « maison de l'identité ». Il accueille également un ciné-club ainsi que des cours de muay-thaï,,, disposant d'une salle de boxe. Son nom fait référence à la citadelle de Lille.
Avant même l'inauguration officielle du local associatif, une pétition en ligne est lancée par une élue écologiste locale appelant à son interdiction. Elle réunit près de 70 000 signatures en octobre 2016,,. Génération identitaire est alors connu dans la région pour ses patrouilles « anti-racailles » dans le métro de Lille en 2014, sa manifestation sur le toit de la gare d'Arras afin de demander l'expulsion des islamistes en 2015 et ses actions anti-migrants aux alentours de la « jungle de Calais » en 2016 ,,.
Précédemment, Génération identitaire a déjà tenté d'ouvrir plusieurs lieux de rassemblement en France, à Rennes, Paris, Toulouse, Nice et Lyon. Seule l'initiative lyonnaise, La Traboule, a été pérenne. Quelques années auparavant, une autre tentative similaire a également eu lieu dans la région lilloise avec La Maison du peuple flamand, ouverte par Claude Hermant, qui a été active durant quatre ans.

### Inauguration officielle et manifestations contre La Citadelle
Le local est inauguré officiellement le 24 septembre 2016,. Ce même jour, environ 500 personnes manifestent contre son implantation.
En novembre 2016, une manifestation pour la fermeture du bar est organisée à l'appel de la Ligue des droits de l'homme, du Front de gauche, de la Confédération générale du travail, de la Fédération syndicale unitaire, du Mouvement des jeunes communistes, de la Confédération nationale du travail et d'une action antifasciste. Elle réunit 600 personnes selon la préfecture ou 1 200 personnes selon les syndicats,,.

### DocumentaireGeneration Hate
En décembre 2018, la chaîne Al Jazeera diffuse un documentaire sur Génération identitaire intitulé Generation Hate, dans lequel un journaliste s'infiltre au sein de La Citadelle. Le documentaire montre plusieurs militants identitaires se vantant de violences, tenant des propos racistes et évoquant un projet d'attentat, ainsi que l'agression d'une fille mineure d'origine maghrébine, ce qui mène à l'ouverture d'une enquête préliminaire sur l'association. La Citadelle revendique alors 800 adhérents. En conséquence de la diffusion de ce documentaire, deux adhérents de La Citadelle impliqués dans l'affaire de violence sont exclus de l'association,,. L'association n'est finalement pas mise en cause dans l'affaire, mais trois personnes sont condamnées pour apologie du terrorisme, incitation à la haine et agression.
En février 2019, Aurélien Verhassel organise une soirée thématique sarcastique sur Al Jazeera durant laquelle les participants portant hidjab ou djellaba se voient offrir une bière. Génération identitaire communique alors que Verhassel ne fait plus partie de leurs membres.

### Poursuite des activités après la dissolution de Génération identitaire
En 2021, malgré la dissolution de GI, La Citadelle poursuit ses activités. En décembre 2022, l'université de Lille annule un ciné-débat autour du documentaire Generation Hate en raison de pressions de l'extrême droite.
Le 15 février 2023, la maire de Lille, Martine Aubry, émet un arrêté municipal ordonnant la fermeture du local de La Citadelle, argumentant que ce lieu, bien que se présentant comme un local privé, est en réalité un établissement recevant du public et ne respecte pas la réglementation de ce type d'établissement,.
Le 24 février, le tribunal administratif de Lille confirme le statut d'établissement recevant du public du local mais suspend l'arrêté de fermeture, estimant que Martine Aubry n'a pas respecté la procédure juridique adéquate. Dans le même temps, le tribunal interdit une soirée de La Citadelle intitulée « Qu'ils retournent en Afrique » en soutien aux propos racistes du député Grégoire de Fournas, invoquant un risque de troubles à l'ordre public,,.

### Dissolution
En décembre 2023, l'association est visée par une procédure de dissolution enclenchée par le ministre de l'Intérieur Gérald Darmanin,,. La dissolution est effective le 7 février 2024 et est justifiée par « ses publications, les propos de ses membres et ses slogans, la mise en œuvre d'une idéologie xénophobe et provoquant à la haine et à la discrimination »,,.